# Sânmihaiu de Câmpie
Sânmihaiu de Câmpie è un comune della Romania di 1563 abitanti, ubicato nel distretto di Bistrița-Năsăud, nella regione storica della Transilvania.
Il comune è formato dall'unione di 6 villaggi: Brăteni, La Curte, Sălcuța, Sânmihaiu de Câmpie, Stupini, Zoreni.